# Die wahre Geschichte des Ah Q

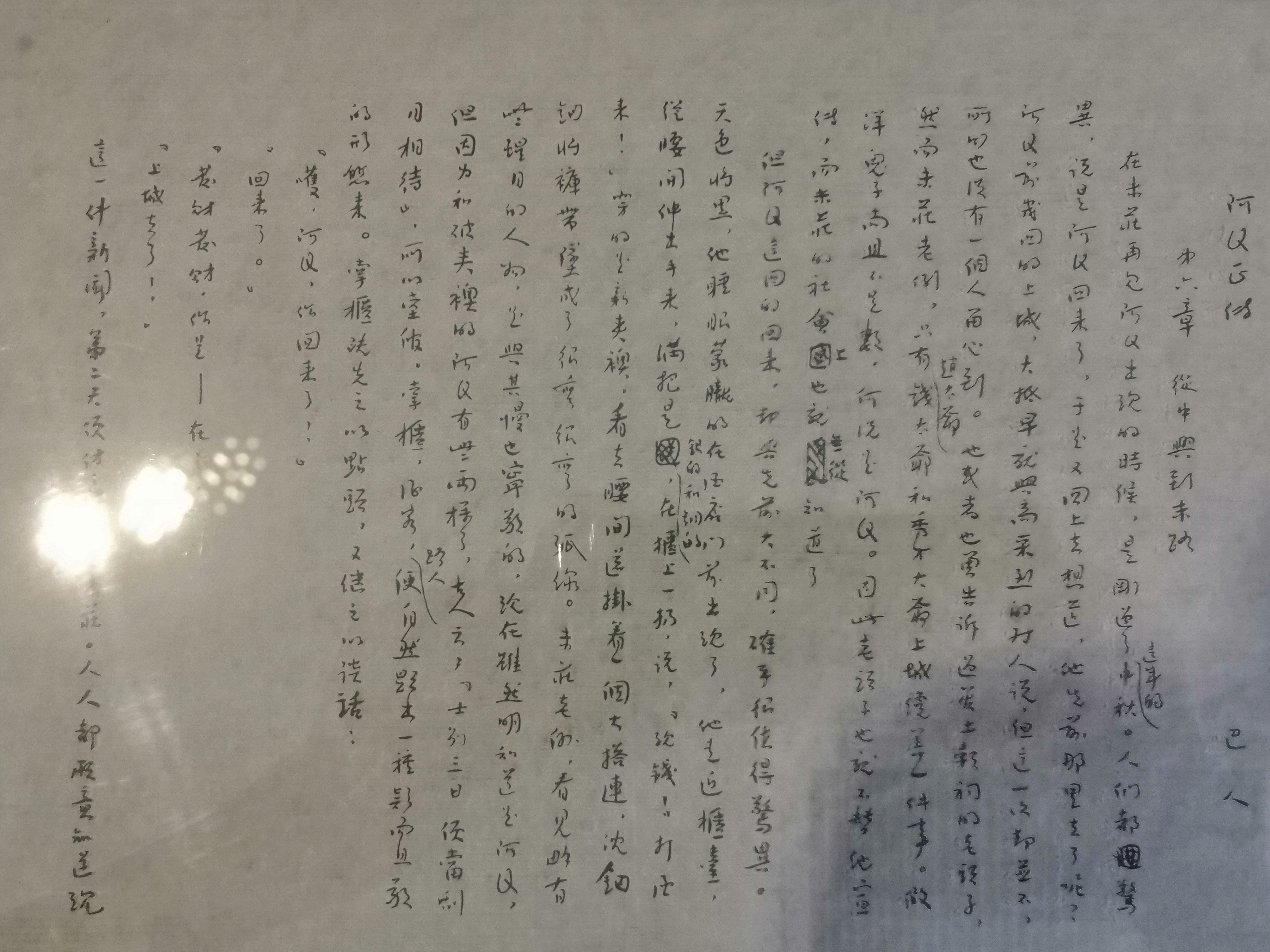
Manuskript der Novelle in der originalen Sprache aus dem Lu Xun Museum in Peking

Die wahre Geschichte des Ah Q (auch: Die wahre Geschichte des Herrn Jedermann) (chinesisch 阿Ｑ正傳, Pinyin Ā Q zhèngzhuàn) ist eine Novelle des chinesischen Schriftstellers Lu Xun.

## Inhalt
Die Geschichte zeichnet am Beispiel eines Underdogs ein Psychogramm der chinesischen Gesellschaft im frühen 20. Jahrhundert.
Die Novelle besteht aus neun Kapiteln, die sich grob in zwei Teile aufteilen lassen.
Bis zum 5. Kapitel wird Ah Q als unsympathischer Schurke dargestellt.
Dann macht der Ich-Erzähler einen Zeitsprung und lässt Ah Q zwischen dem 5. und dem 6. Kapitel verschwinden, bevor er von dessen Verhaftung und Hinrichtung erzählt.
Der Ich-Erzähler gehört nicht zu den handelnden Figuren und distanziert sich von Ah Q, indem er zum Beispiel sagt: „Aber ich bin doch nicht Ah Q!“
Der allwissende Erzähler nimmt einen überlegenen Standpunkt ein, wobei er die Gedanken des Ah Q wiedergibt und seine Geschichte durch Einmengungen kommentiert.
Die Hauptfigur Ah Q  (oder A Q) – der Name ist bewusst so ungewöhnlich – träumt von der Revolution, ohne etwas dafür zu tun und wird deshalb von den Geschehnissen überrollt.
Der Tagelöhner Ah Q und sein Freund Wang schwingen große Reden und wollen die Welt verändern, doch verharren in ihrem kleinen Elend aus Angst, sich selbst zu gefährden. In den Kapiteln, die sich mit seinen Siegen beschäftigen, stellt er jede verdiente Züchtigung als persönlichen Erfolg hin. Schließlich wird Ah Q hingerichtet. Das liest sich bei Lu Xun so:

Ah Q wurde auf einen offenen Karren gehoben, und mehrere Männer in kurzen Jacken setzten sich neben ihn. Der Karren fuhr sofort los. Voran marschierten Soldaten und Milizmänner mit fremden Gewehren, zu beiden Seiten standen Zuschauer und gafften mit offenem Munde, aber was hinter ihm war – das konnte Ah Q nicht sehen.

Plötzlich wurde es ihm klar: „Man will mir den Kopf abschneiden!“ Er sah schwarz vor den Augen, in seinen Ohren sauste es, als wäre er ohnmächtig geworden. Eine Zeitlang war er in vollkommener Verzweiflung, doch gab es auch Augenblicke, in denen er ruhig war. Er begann zu glauben, dass es in dieser Welt Unglückliche geben müsse, die das Pech hatten enthauptet zu werden.

Er erkannte die Straße und war überrascht, weil man ihn nicht geradewegs zur Richtstätte schaffte. Er wusste nicht, dass man ihn zur Warnung durch die Straßen führte. Aber hätte er es auch gewusst, er hatte sich wohl nur gedacht, daß es in dieser Welt das Schicksal gewisser Unglücklicher sei, als öffentliche Warnung zu dienen.

Die Masse ist nur Zuschauer der Tragödie, die sie, da sie lächerlich inszeniert war, als Farce betrachtet:

Die Öffentliche Meinung in Weizhuang ließ keinen Zweifel daran aufkommen, dass Ah Q ein Bösewicht gewesen sein müsse. Die Tatsache, daß er erschossen worden war, galt für jedermann als gültiger Beweis. Wäre er kein Bösewicht gewesen – wie hätte man ihn erschießen können? In der Stadt jedoch war die Öffentlichkeit empört und unbefriedigt die meisten Leute meinten, eine Erschießung biete keineswegs ein so großartiges Schauspiel wie eine Enthauptung. Und was für ein lächerlicher Delinquent das gewesen war! Durch so viele Straßen geführt zu werden, ohne auch nur eine einzige Note aus einer Oper zu singen – sie waren dem Zug gefolgt für nichts.

## Kommentar
Die Protagonisten der Wahren Geschichte des Ah Q sind alle Angehörige der untersten Schichten.
Obwohl Ah Q Gegenstand des Spotts ist, blickt er auf alle anderen mit Verachtung herab. Er hat die Eigenschaft, jede Demütigung als psychologischen Sieg zu interpretieren. Diese Eigenschaft hat Lu Xun im Hinblick auf die chinesische Gesellschaft angelegt: Die träge Masse hatte noch nicht verinnerlicht, wie rückständig China im Vergleich zu den ausländischen Mächten war.
Die wahre Geschichte von Ah Q war ursprünglich als humoristische Serie für die Literaturbeilage der Pekinger Morgenzeitung (Chenbao) gedacht, wurde jedoch immer mehr zu einer Gesellschaftssatire. Als der humoristische Charakter immer spärlicher wurde, erschien die Fortsetzungsgeschichte nicht mehr unter der Spalte „Humor“, sondern in der Beilage für „Neue Literatur“. Als Lu Xun schließlich genug von der Geschichte hatte, ließ er seinen Helden sterben.
Die Unsicherheit Lu Xuns spiegelt sich im ersten Kapitel, in dem der Ich-Erzähler von seinen Schwierigkeiten berichtet, eine passende Überschrift für die Biografie des Gelegenheitsarbeiters Ah Q zu finden.
Lu Xun wollte diejenigen verspotten, die die Demütigung Chinas durch die Kolonialmächte nicht begreifen konnten oder wollten und ihnen mit der Figur Ah Q einen Spiegel vorhalten. Zu Ah Qs Verhalten gegenüber der Revolution schreibt Lu Xun:
„Ich dachte mir, dass Ah Q sich nicht zum Revolutionär entwickeln würde, solange es in China keine Revolution gäbe, es aber tun würde, sobald es sie gäbe.“ (Wie ‚Die wahre Geschichte des Ah Q’ geschrieben wurde, 1926)
Die Novelle gibt einen Einblick in die Verhältnisse auf dem Land am Ende der Qing-Dynastie. Ah Q, der noch nicht einmal einen eigenen Namen hat und deshalb mit dem Spitznamen 阿Q gerufen wird, da er ohne feststellbare Verwandtschaft ist. Er ist die Verkörperung Chinas am Übergang vom Kaiserreich zur Republik China. Eine richtige Revolution findet nicht statt. Die alten Strukturen bleiben bestehen, weil sich das Bewusstsein der Menschen nicht verändert.
Auch in der tiefsten Demütigung glaubt Ah Q der Großartigste zu sein und erscheint dadurch als "der lebendige Beweis für die Überlegenheit chinesischer Kultur der übrigen Welt gegenüber".
In der Stadt erlebt er "den großartigen Anblick des Köpfens von Revolutionären", doch dann schließt er sich den Revolutionären an. Sein Traum von Revolutionären, "mit weißen Helmen, mit weißen Panzerhemden, mit Breitschwertern, Stahlpeitschen, Bombe, ausländischen Kanonen, Bajonetten und Hellebarden" geht nicht in Erfüllung. Stattdessen wird Ah Q wegen eines Raubüberfalls, an dem er nicht beteiligt war, vor Gericht gestellt und unterschreibt in seiner Unwissenheit ein Geständnis. Nicht einmal seine Hinrichtung bietet, zu seiner eigenen Enttäuschung, ein großartiges Schauspiel, da er erschossen und nicht enthauptet wird.

## Rezeption
Die wahre Geschichte von Ah Q wird als Meisterwerk der modernen chinesischen Literatur betrachtet und wurde in Dutzende von Fremdsprachen übersetzt.
Die Leute erkannten den Antihelden als Verkörperung einer nationalen Krankheit. Dieses Phänomen des Verdrängens unangenehmer Niederlagen wurde als Ah-Q-Ismus gebrandmarkt. Ah Qs "Siege" sind verdiente Züchtigung, die er vor sich selbst als große persönliche Erfolge hinstellt.
Lu Xun geißelt den chinesischen Hang zum Selbstbetrug und Selbsttrost und schreibt in seiner Abhandlung Wie ‚Die wahre Geschichte des Ah Q’ geschrieben wurde:
„Ich wünschte wohl, ich hätte, wie die Leute sagen, eine Periode aus der Vergangenheit dargestellt, aber ich fürchte, dass das, was ich sah, nicht die Vergangenheit war, sondern die Zukunft…“
Als 2007 die Kulturbehörden Die wahre Geschichte des Ah Q aus dem literarischen Kanon chinesischer Schulbücher nehmen wollten und stattdessen die Kungfu-Erzählung Die Kämpfer auf den Schneebergen des Hongkonger Louis Cha (Jin Yong) aufnehmen wollten, rechneten sie nicht mit der heftigen Reaktion der chinesischen Öffentlichkeit. Tageszeitungen und Internet griffen das Thema Lu Xun contra Jin Yong und kritisierten, dass „klassische moderne Literatur und zum Denken anregende Novellen durch Schnellimbiss ersetzt“ würde.
Die südchinesische Wochenzeitung Nánfāng Zhōumò nennt Lu Xuns Novelle unverzichtbar. Ihr komme eine „Schlüsselrolle der Aufklärung zu, die tief in die Psyche der Nation“ eindrang. Chinas Nationalcharakter stecke im Schicksal des „Ah Q“, Jin Yong sei dagegen „zweit- und drittklassige Literatur.“
Chinas Intelligenz-Zeitung „Guangming Ribao“, plädiert für einen Mittelweg ohne Lu Xun und ohne Jin Yong:
„Wir brauchen nicht von einem Extrem ins nächste zu fallen. Früher politisierten wir unsere Schulbücher mit Lu Xun. Jetzt vulgarisieren wir sie mit Jin Yong“.

## Sekundärliteratur
- Paul B. Foster: Ah Q Archaeology: Lu Xun, Ah Q, Ah Q Progeny and the National Character Discourse in Twentieth-Century China. Lanham 2006, ISBN 0-7391-1168-X.
- Buch, Hans Christoph; Wong, May (Hrsg.): Lu Hsün: Der Einsturz der Lei-feng-Pagode – Essays über Literatur und Revolution in China. Rowohlt Taschenbuch Verlag, Reinbek 1973, ISBN 3-499-25032-2.
- Raoul D. Findeisen (Hrsg.): Lu Xun (1881–1936) – Texte, Chronik, Bilder, Dokumente. Stroemfeld, Frankfurt am Main 2001, ISBN 3-86109-119-4.